# Eucalyptus accedens
Eucalyptus accedens là một loài thực vật có hoa trong Họ Đào kim nương. Loài này được W.Fitzg. mô tả khoa học đầu tiên năm 1904.

## Hình ảnh

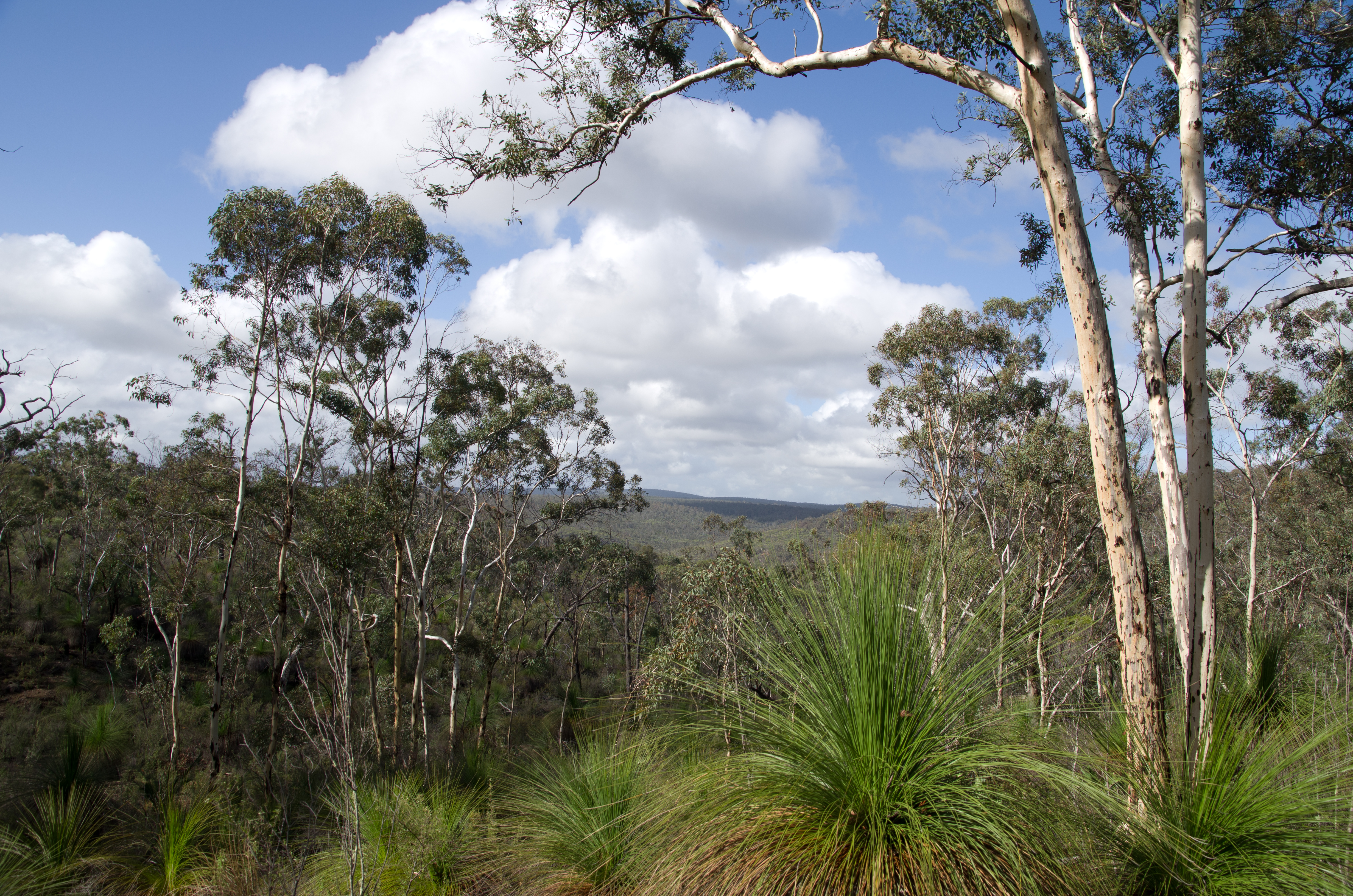
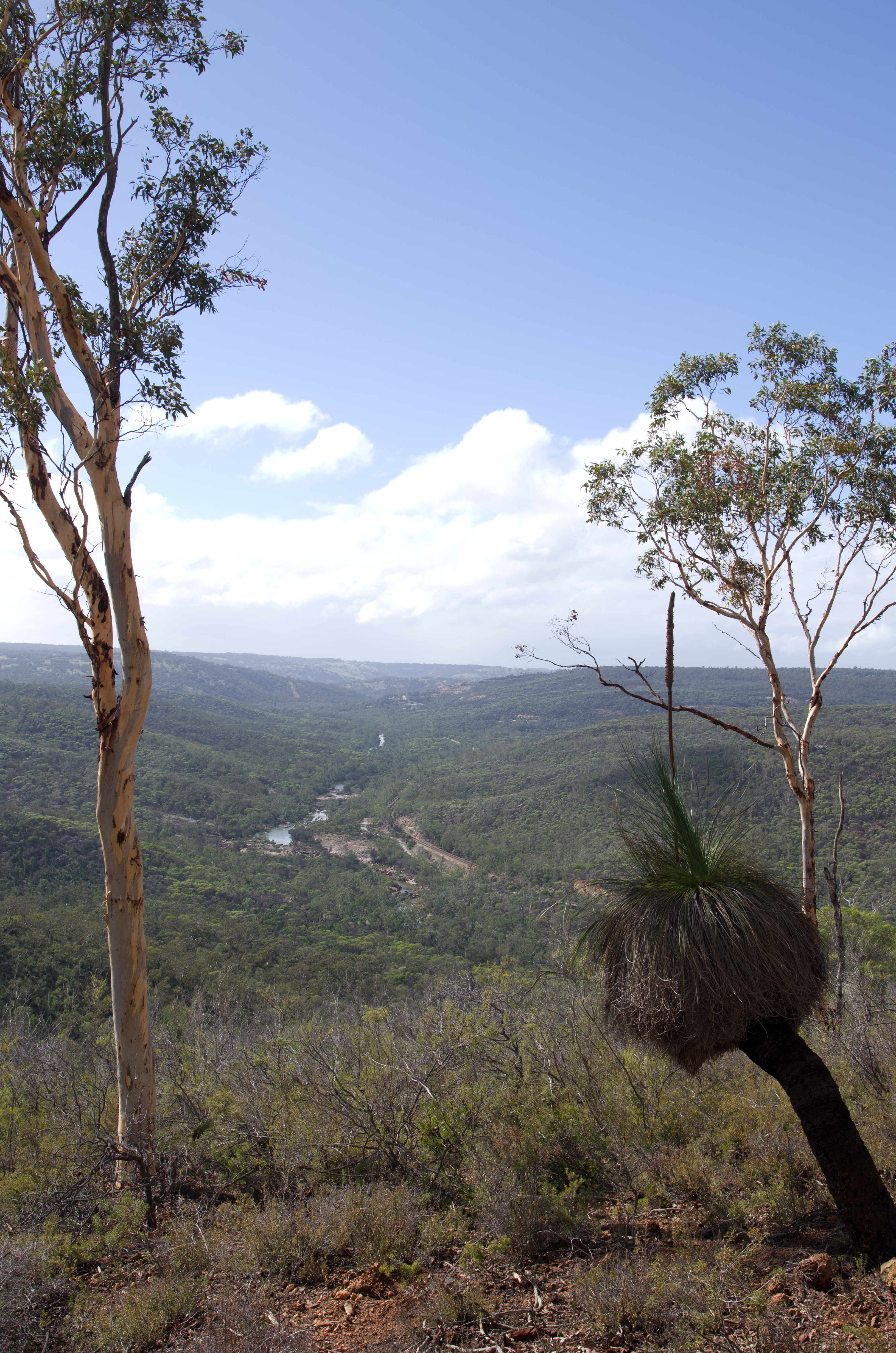
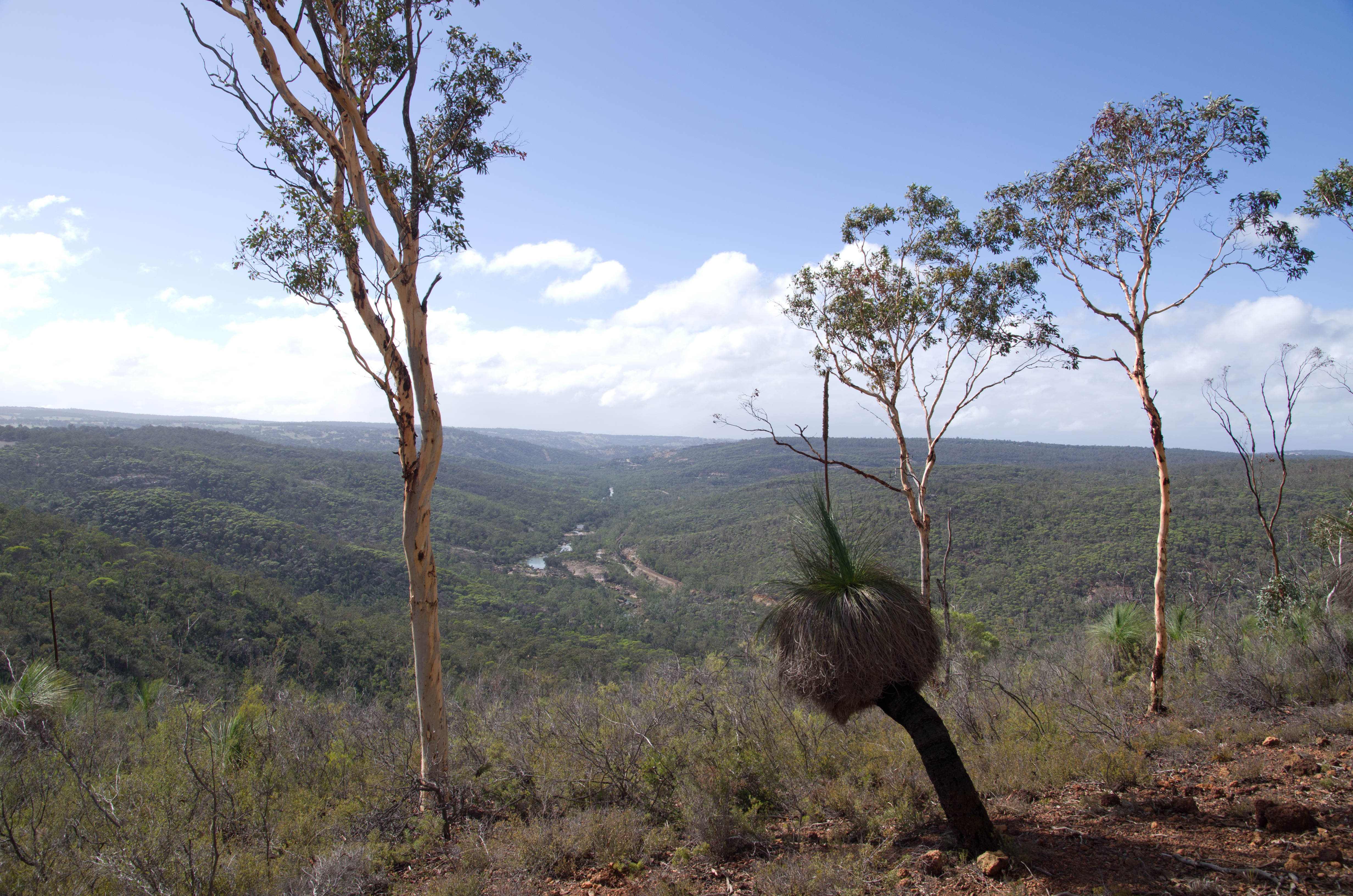
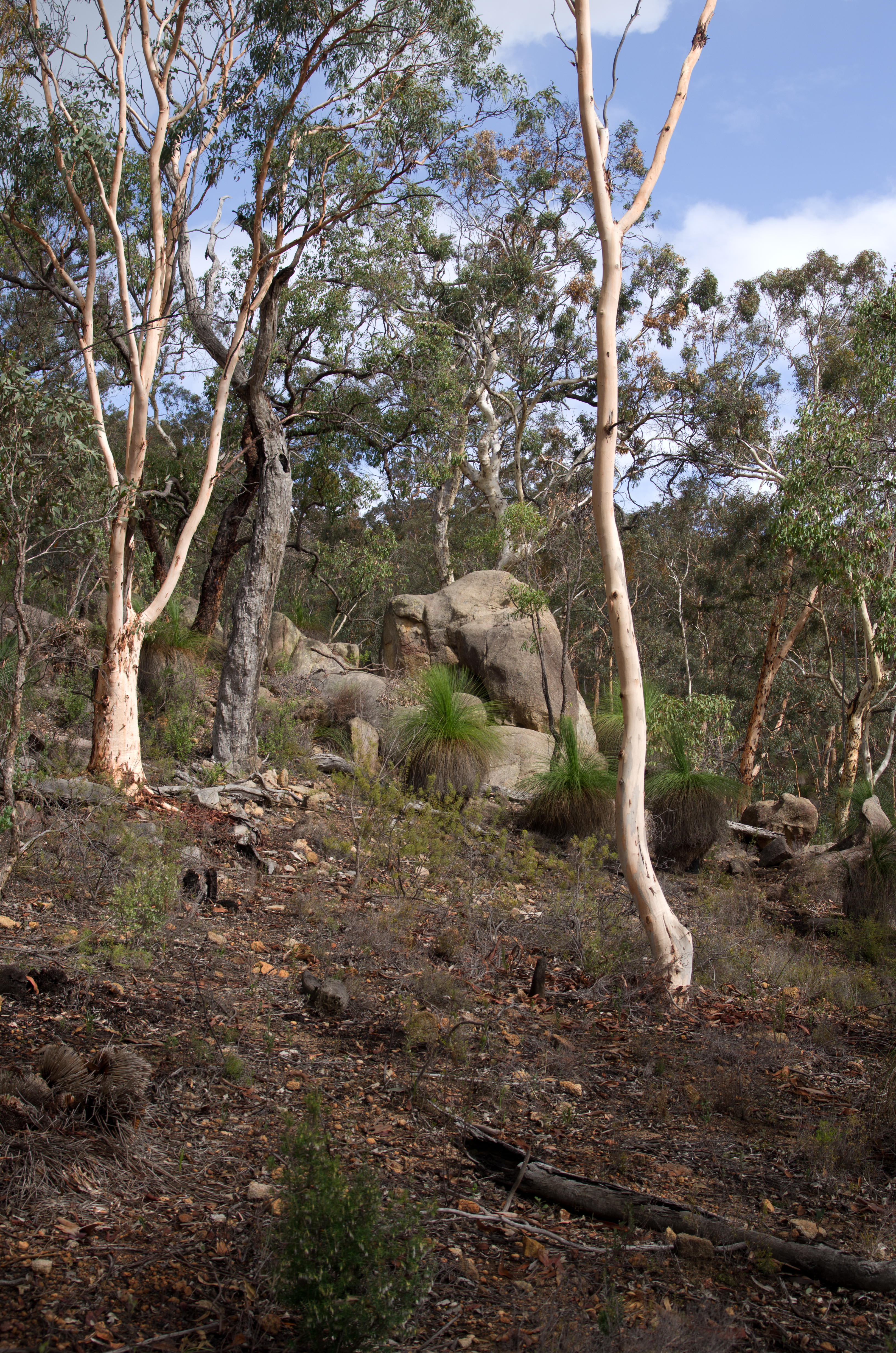